# Aşağıkuzfındık, İnönü
Aşağıkuzfındık là một xã thuộc huyện İnönü, tỉnh Eskişehir, Thổ Nhĩ Kỳ. Dân số thời điểm năm 2011 là 287 người.